# Alain Rousset
Alain Rousset (Chazelles-sur-Lyon, 16 febbraio 1951) è un politico francese di orientamento socialista, attuale presidente del Consiglio regionale della Nuova Aquitania, e presidente dell'Associazione delle regioni di Francia.

## Carriera politica
Alain Rousset ha ricoperto le seguenti cariche:
- Membro dell'Assemblea nazionale di Francia per il dipartimento della Gironda: dal 2007. Eletto nel 2007.
- Presidente del Consiglio Regionale d'Aquitania dal 1998. Rieletto nel 2004, 2010.
- Consigliere Regionale d'Aquitania dal 1998. Rieletto nel 2004, 2010.
- Presidente dell'Associazione delle Regioni di Francia: dal 2004.
- Vicepresidente del Consiglio generale del dipartimento della Gironda: 1994-1998.
- Consigliere Generale del dipartimento della Gironda: 1988-1998 (dimissioni). Rieletto nel 1994.
- Sindaco di Pessac: 1989-2001. Rieletto nel 1995.
- Vicesindaco di Pessac: 2001-2007 (dimissioni).
- Consigliere comunale di Pessac: 1989-2007 (dimissioni). Rieletto nel 1995, 2001.
- Presidente della Comunità Urbana di Bordeaux: 2004-2007 (dimissioni).
- Vicepresidente della Comunità Urbana di Bordeaux: 1989-2004. Rieletto nel 1995, 2001.
- Membro del consiglio della Comunità Urbana di Bordeaux: 1989-2007 (dimissioni). Rieletto nel 1995, 2001.